# كوربوس أبقراط

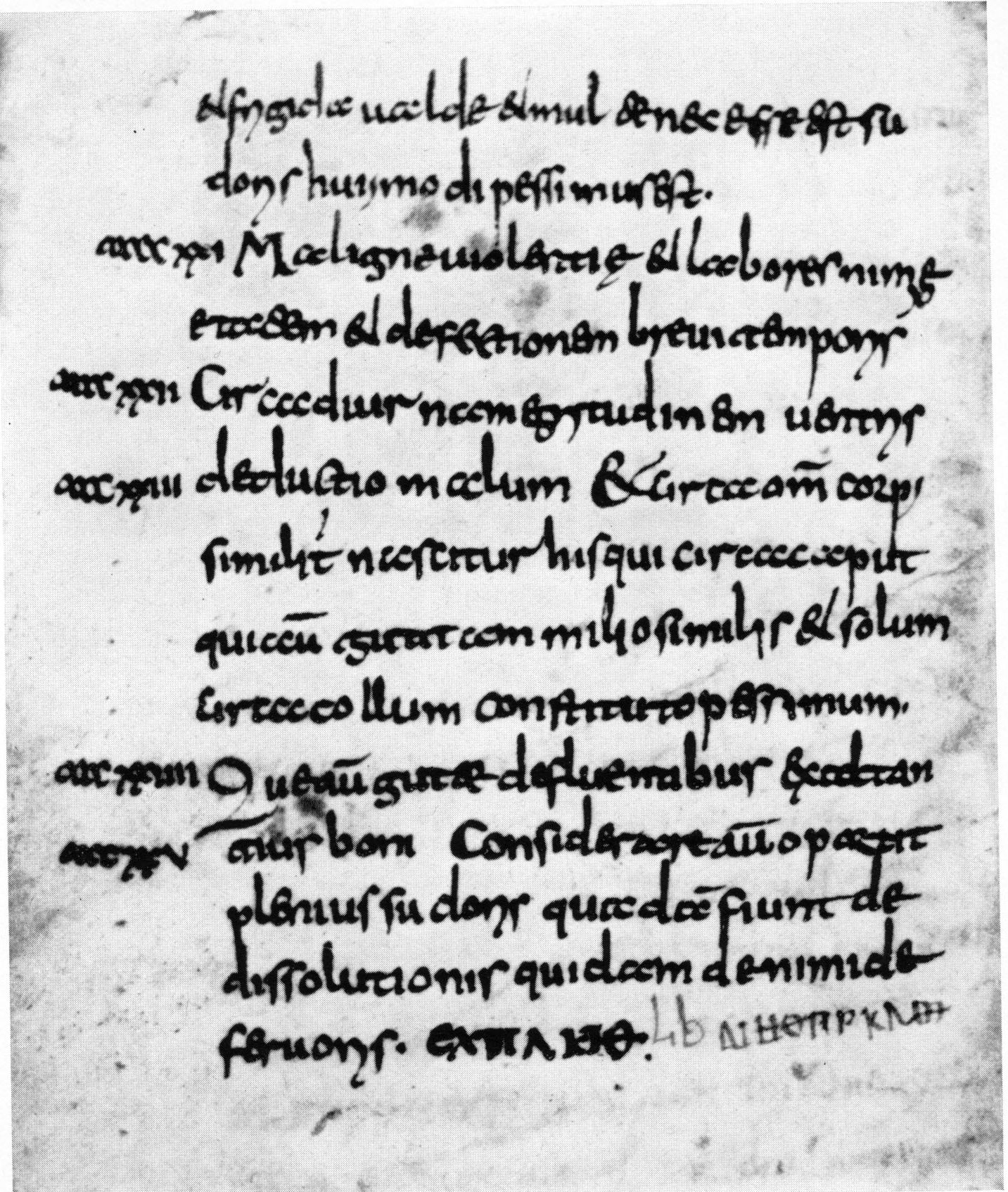
صفحة من نهاية الأمثال لمخطوطة كوربوس أبقراط في القرن الرابع عشر

كوربوس أبقراط (باللاتينية: Corpus Hippocraticum) هي عبارة عن مجموعة من وثائق تتكون من 60 من الأعمال اليونانية القديمة المُرتبطة بقوة بالطبيب أبقراط وتعاليمه.
تغطي مدونة أبقراط جوانبَ متنوعة من الطب، بدءًا من نظريات أبقراط الطبية وصولًا إلى ما ابتكره من وسائل أخلاقية للممارسة الطبية، ومعالجة مختلف الأمراض. ورغم أنه يُعتبر كتابًا واحدًا يُمثل طب أبقراط، إلا أنه يختلف اختلافًا كبيرًا في محتواه وعمره وأسلوبه وأساليبه ووجهات نظره المتبعة؛ ولذلك، فإن مؤلفه مجهول إلى حد كبير. وهناك تعليقات قديمة على هذا الكتاب، من كتّاب مثل أتاليون وأوريباسيوس.
بدأ أبقراط تطوير الطب في المجتمع الغربي، من خلال مزج دقيق بين فن الشفاء والملاحظات العلمية. لم يقتصر ما شاركه أبقراط من خلال مجموعته على كيفية تحديد أعراض المرض وممارسات التشخيص السليمة فحسب، بل كان يُشير بشكل أساسي إلى أسلوبه الفني المميز، "فن الحياة الحقيقية وفن الطب الراقي معًا". أصبح كتاب أبقراط الأساس الذي بُنيت عليه الممارسة الطبية الغربية.